# ناسو
ناسو (那須町 Nasu-machi) هي مدينة يابانية تقع في محافظة توتشيغي. وحسب إحصاء مايو 2015 وصل عدد السكان إلى 25,281, والكثافة السكانية إلى 67.9 نسمة لكل كم². والمساحة الإجمالية 372.34 كم².

## البلديات المحيطة
- محافظة توتشيغي
  - أوتاوارا
  - ناسوشيوبارا
- محافظة فوكوشيما
  - شيراكاوا
  - تاناغورا
  - نيشيغو